# Затопкова, Дана
Да́на За́топкова (чеш. Dana Zátopková), урождённая Ингрова (чеш. Ingrová; 19 сентября 1922, Карвина — 13 марта 2020, Прага) — чехословацкая легкоатлетка, копьеметательница. Олимпийская чемпионка 1952 года, двукратная чемпионка Европы (1954, 1958). Заслуженный мастер спорта Чехословакии.
Была замужем за чешском легкоатлетом Эмилем Затопеком.

## Биография
Родилась 19 сентября 1922 года в Карвине.
1 июня 1958 года в Праге установила мировой рекорд, метнув копьё на 55,73 м и превысив прежнее мировое достижение советской спортсменки Надежды Коняевой на 25 см. Рекорд продержался 54 дня: 24 июля того же года в Кардиффе австралийская спортсменка Анна Пазера метнула снаряд на 57,4 м.
Скончалась 13 марта 2020 года в Праге.